# Iastrubîne
Iastrubîne (în ucraineană Яструбине) este localitatea de reședință a comunei Iastrubîne din raionul Sumî, regiunea Sumî, Ucraina.

## Demografie
Componența lingvistică a localității Iastrubîne
     Ucraineană (97%)
     Rusă (2,66%)
Conform recensământului din 2001, majoritatea populației localității Iastrubîne era vorbitoare de ucraineană (97%), existând în minoritate și vorbitori de rusă (2,66%).